# Jerome Simpson
Jerome Louis Simpson (født 4. februar 1986 i Reidsville, North Carolina) er en amerikansk NFL-spiller, der spiller wide receiver for Minnesota Vikings. Tidligere har han repræsenteret Cincinnati Bengals.
Han blev draftet til NFL i anden runde i 2008.
Han er kendt for et spektakulært touchdown i NFL uge 16 i 2011-sæsonen, hvor han lavede en flyvende saltomortale hen over Arizona Cardinals' linebacker Daryl Washington, hvorefter han landede på fødderne.

## Klubber
- Cincinnati Bengals (2008–2011)
- Minnesota Vikings (2012–)